# Greisch (localité)
Pour les articles homonymes, voir Greisch.
Greisch (luxembourgeois : Gräisch) est une section de la commune luxembourgeoise de Habscht située dans le canton de Capellen.

## Histoire
Avant 1824, Greisch était une commune à part entière, puis fut jusqu'en 2018 une localité de Septfontaines et depuis de Habscht.